# Harghita (župa)
Harghita (maďarsky  Hargita) je rumunská župa ležící ve východní části Sedmihradska. Jejím hlavním městem je Miercurea Ciuc.

## Charakter župy
Župa Harghita sousedí se šesti župami: Suceava na severu, Neamț a Bacău na východě, Covasna a Brașov na jihu a Mureș na západě.
Povrch je hornatý, prochází tudy několik pásem Východních Karpat, např. Harghita a Ciuc. Pramení zde dvě významné rumunské řeky Mureș a Olt, přítoky Dunaje. V horách vyvěrá mnoho horkých minerálních pramenů. Nedaleko obce Tușnad se nachází Lacul Sfânta Ana, jediné sopečné jezero na rumunském území.
Region je znám tím, že je zde nejvyšší procentuální zastoupení Maďarů z celé země (spolu s župou Covasna).

## Města
Okresní města (v závorce uveden maďarský název):
- Miercurea Ciuc (Csíkszereda) - hlavní město
- Gheorgheni (Gyergyószentmiklós)
- Odorheiu Secuiesc (Székelyudvarhely)
- Toplița (Maroshévíz)

Ostatní města (v závorce uveden maďarský název):
- Băile Tușnad (Tusnádfürdő)
- Bălan (Balánbánya)
- Borsec (Borszék)
- Cristuru Secuiesc (Székelykeresztúr)
- Vlăhița (Szentegyháza)

## Obyvatelstvo

### Sčítání 2002
V roce 2002 žilo v župě Harghita 326 222 obyvatel a hustota byla 52/km².
- Maďaři – 84,62% (nebo 276 038)[2]
- Rumuni – 14,06% (nebo 45 870)
- Cikáni – 1,18% (nebo 3 835) a další.

### Sčítání 2011
V roce 2011 zde žilo 302 432 a hustota byla 46/km².
- Maďaři – 85,21% (nebo 257 707)[4]
- Rumuni – 12,96% (nebo 39 196)
- Cikáni, ostatní – 1,76% (nebo 5 326).